# إهيمه (محافظة)
محافظة إهيمه (باليابانية:  愛媛県, إهيمه-كين) هي إحدى محافظات اليابان تقع في جزيرة شيكوكو, عاصمتها مدينة ماتسوياما.

## توأمة
لإهيمه (محافظة) اتفاقيات توأمة مع كل من:
- هاواي (21 نوفمبر 2003 - )[3]
- شنشي (30 يوليو 2015 - )[4]

## أعلام
- ياسونوري ميوشي
- ماساكازو كودا
- يوشيهيرو نيشيد
- دايتشي كامادا
- تاكاشي أونيشي
- شوج نونوشيتا